# Geocalamus modestus
Geocalamus modestus — вид плазунів з родини амфісбенових (Amphisbaenidae). Ендемік Танзанії.

## Поширення і екологія
Geocalamus modestus мешкають в центральній Танзанії, в регіонах Додома і Сингіда. Вони живуть в сухих лісистих саванах, серед піщаного ґрунту. Ведуть риючий, денний спосіб життя. Живляться безхребетними.